# Schauerleute

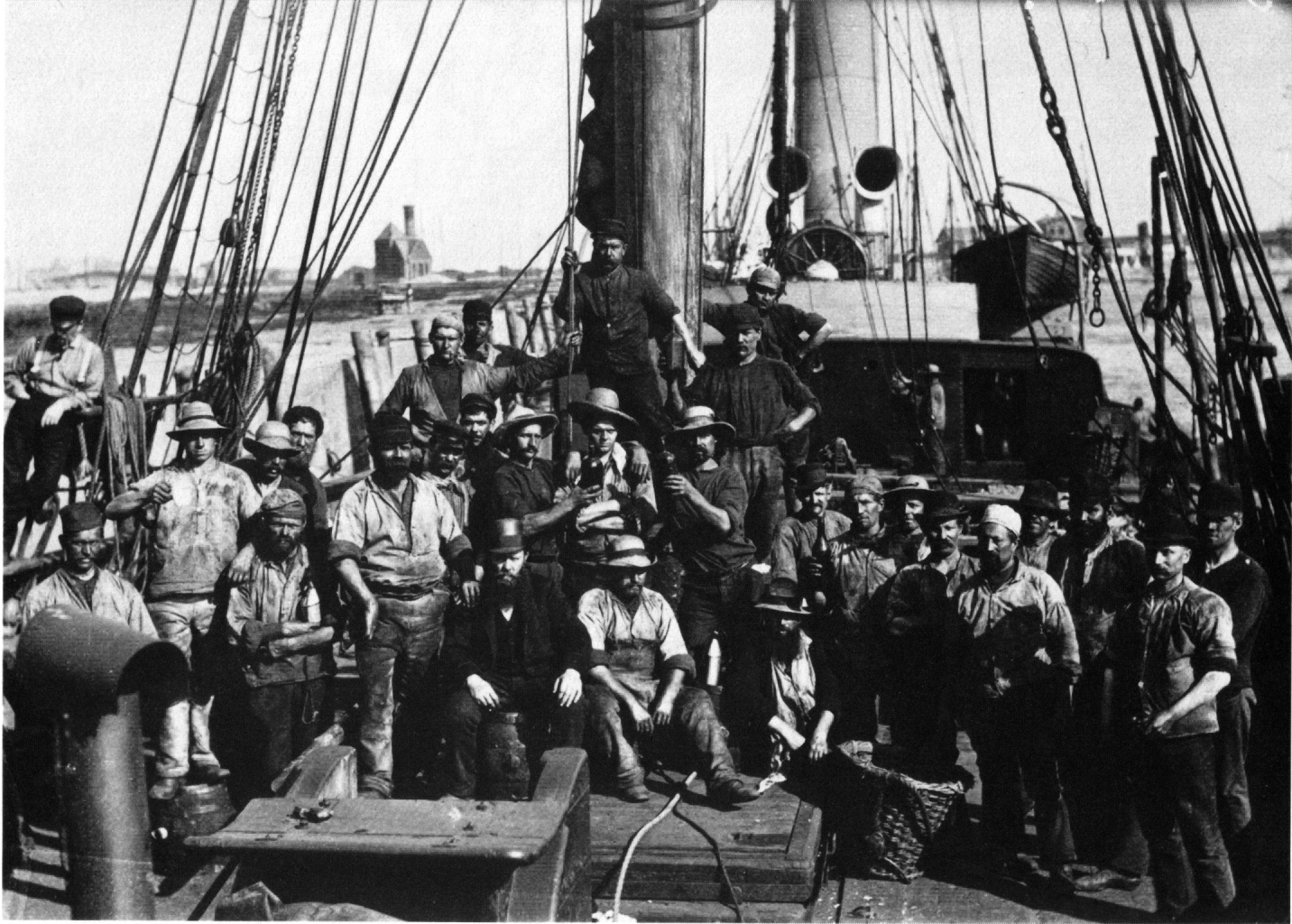
Schauerleute mit ihrem Vizen

Schauerleute (Mehrzahl), Einzahl Schauermann oder Schauer (Singular und Plural) sind  heute kaum noch verwendete Bezeichnungen für Hafenarbeiter, deren Aufgabe im Stauen bzw. dem Be- und Entladen von Frachtschiffen besteht.

## Beschreibung
Das Wort Schauermann leitet sich vom  niederländisch sjouwen („schleppen, hart arbeiten“) ab. Ein sjouwerman war ursprünglich jemand, der „durch die See watete und Lasten von oder an Bord trug“.

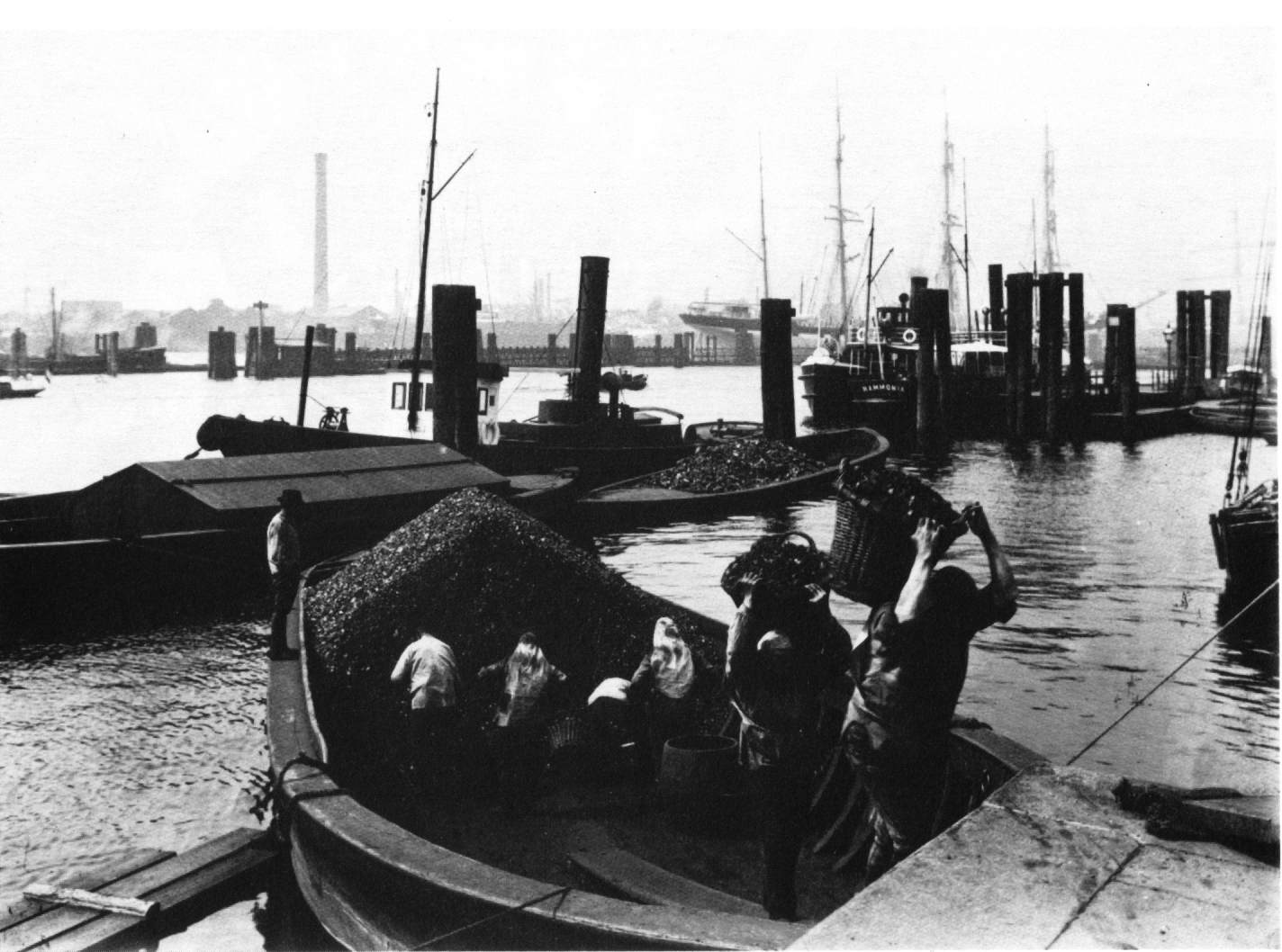
Schwarze Schauerleute löschen Nusskohlen, Hamburg, 1899

Schauerleute waren hauptsächlich ehemalige oder arbeitslose Seeleute, die Kenntnisse im sachgerechten Laden und Löschen von Stückgut in den Schiffen hatten, denn die Ladung darf während einer Seereise nicht verrutschen, da dies zu einer gefährlichen Verlagerung des Schwerpunkts bis hin zum Kentern des Schiffes führen konnte. Die Schauerleute waren in der Regel Tagelöhner, die kurzfristig angestellt wurden, wenn Arbeit anfiel.
Normalerweise waren für das Stauen die zugehörigen Schiffsmannschaften zuständig; in Sondersituationen wurden Schauerleute hinzugezogen, wenn besondere Geschwindigkeit notwendig oder die Mannschaft schon abgemustert war, der Kapitän aber seine Ladung noch nicht verkauft hatte.
Mitte des 18. Jahrhunderts wurde der Begriff der Schauern erstmals in Hamburg erwähnt. Ab 1840 mit Aufkommen der Dampfschiffe und dem Anstieg des Warenaustausches wurden Schauerleute in größerer Zahl benötigt, da die Schiffe und Ladungen größer, die Mannschaften der Schiffe jedoch kleiner wurden. Von 1910 bis 1930 war die größte Anzahl von Schauerleuten in den Häfen beschäftigt. In der Zeit nach dem Zweiten Weltkrieg waren Schauerleute vermehrt gefragt. Beispielsweise beschäftigte eine Mannheimer Firma in den 1950er Jahren allein 2000 „Sackträger“. Mit der Mechanisierung und seit Aufkommen der Container hat sich dieser Berufszweig zum heutigen Hafenfacharbeiter gewandelt.
Auf den Schiffen wurden die Schauerleute in der Regel zu Arbeitsgruppen an den jeweiligen Luken zusammengefügt; diese Gruppen wurden nach englischem Muster „Gang“ und deren Vorarbeiter „Stauervize“ genannt. Der Stauervize wiederum war an die Weisungen des Ladungsoffiziers gebunden.
Die sogenannten schwarzen Schauerleute waren mit dem Kohleumschlag befasst. Wie auch aus dieser Bezeichnung mit hervorgeht, war der Schauerberuf eine sehr schmutzige Arbeit, die zudem  körperlich sehr anstrengend und gefährlich war.

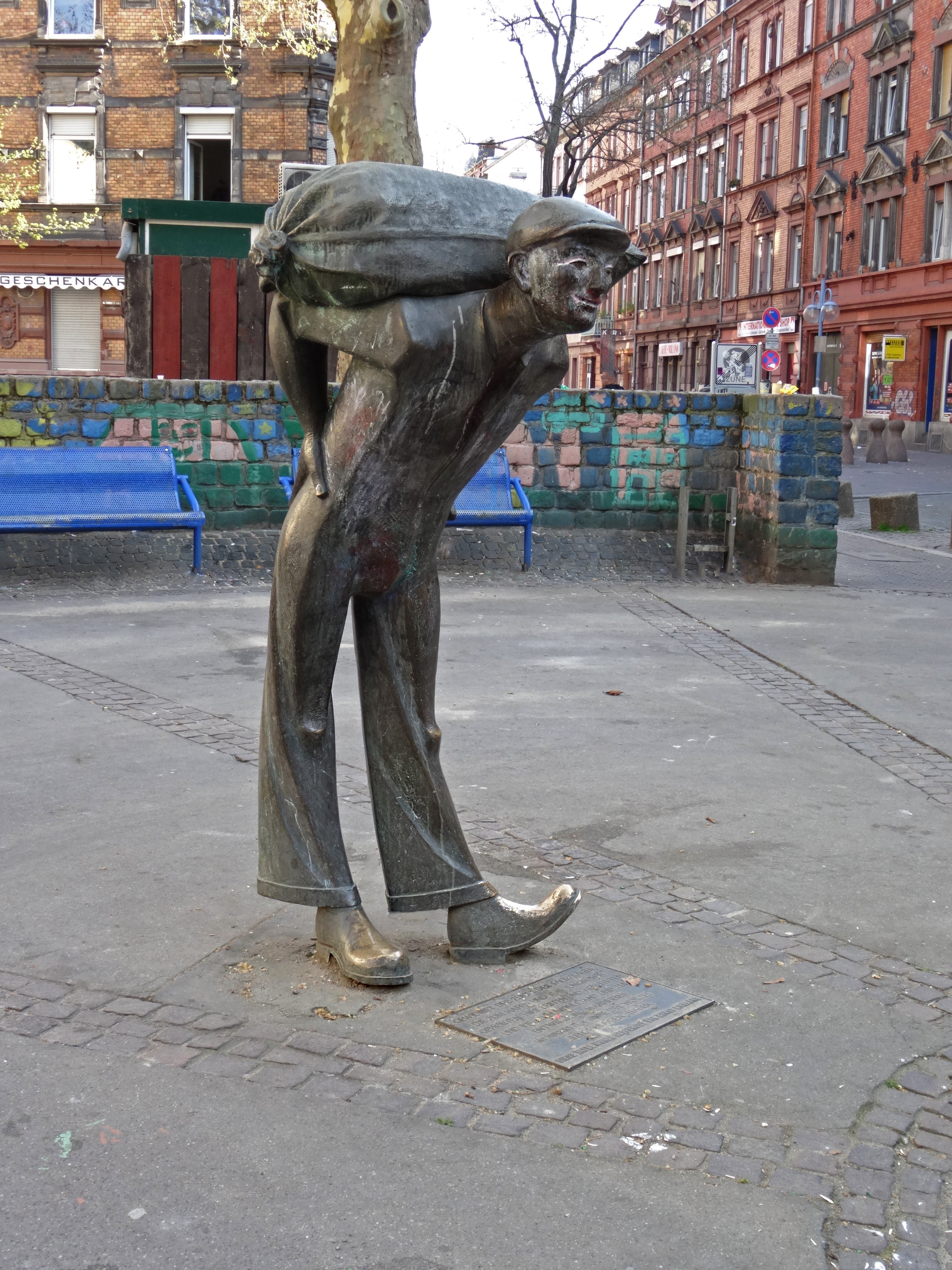
Sackträger-Denkmal in Mannheim-Jungbusch